# Når klokken ringer
Når klokken ringer (Eng: As the bell rings) (Sve: När Klockan Ringer) er en engelsk serie produceret af Disney Channel UK, Den vises på Disney Channel.
Fra den 26 februar 2010 har Disney Channel Scandinavia sendt Deres egen version af serien, (danske kulisser, svenske skuespillere og norske instruktører).

## Handling
Serien handler om hvad de unge laver i frikvarteret, og det viser sig at løser problemer for sig selv, og for deres venner. Denne serie var og den første serie Når klokken ringer, der er både lavet i Tyskland, Italien, Spanien, Australien, USA og Sverige